# Asesinato de Rahway de 1887
El asesinato de Rahway de 1887 es el asesinato de una joven no identificada cuyo cuerpo fue encontrado en Rahway, Nueva Jersey el 25 de marzo de 1887. También se la conoce como la Mujer Desconocida y Rahway Jane Doe .

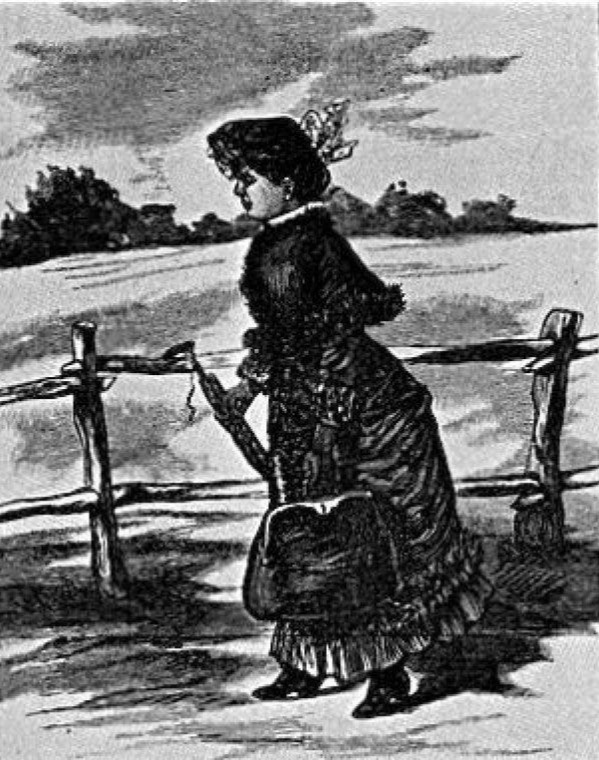
Un boceto con la apariencia de la mujer asesinada de Rahway que apareció en una edición de abril de 1887 de la Gaceta de la Policía Nacional.

Cuatro hermanos que caminaban hacia el trabajo en las fábricas de fieltro de Bloodgood's Pond en Clark, Nueva Jersey, por la mañana temprano, encontraron a la joven tendida en Central Avenue, cerca de Jefferson Avenue, a varios metros del puente de Central Avenue sobre el río Rahway. Su cuerpo yacía al costado del camino en un charco de sangre que se había congelado por el frío. Su garganta había sido cortada dos veces de oreja a oreja, sus manos estaban heridas indicando que luchó fuertemente y todo el lado derecho de su cara estaba muy magullado por fuertes golpes contra el suelo.
Se decía que las huellas que rodeaban su cuerpo eran "enormes", de unos zapatos o zapatones masculinos de la talla 44. Impreso en el barro del camino de tierra, se observó que ambos caminaban en dirección contraria, uno hacia el otro, hasta que se encontraron.

## Descripción
La mujer parecía tener poco más de 20 años y fue descrita como atractiva, con cabello castaño y ojos azules. La encontraron vestida con prendas de buena calidad, un vestido de cachemir verde oscuro con adornos caseros de plumas verdes y una capa corta de piel para protegerse del frío. También usaba guantes amarillos de cabritilla, lo que los periódicos describieron como "buenos zapatos extranjeros", un sombrero negro hecho de paja con adornos de terciopelo de color rojo, un velito negro con lunares pequeños y un gorro. La capita se encontró desgarrada tirada junto a ella y debió portar una cesta de huevos: cerca del río un agente policial encontró tirados una bolsa pequeña de tela negra (que contenía una muda de ropa interior femenina, un periódico y unos viejos tirantes de hombre), un paraguas y una cesta con nueve huevos, todos rotos menos tres. Al otro lado del camino se descubrió arrojada una navaja con el mango turquesa, manchada de sangre, obviamente el arma homicida.
En la zona había varias granjas avícolas, y se especuló que la víctima podría dirigirse a alguna de ellas.

## Secuelas

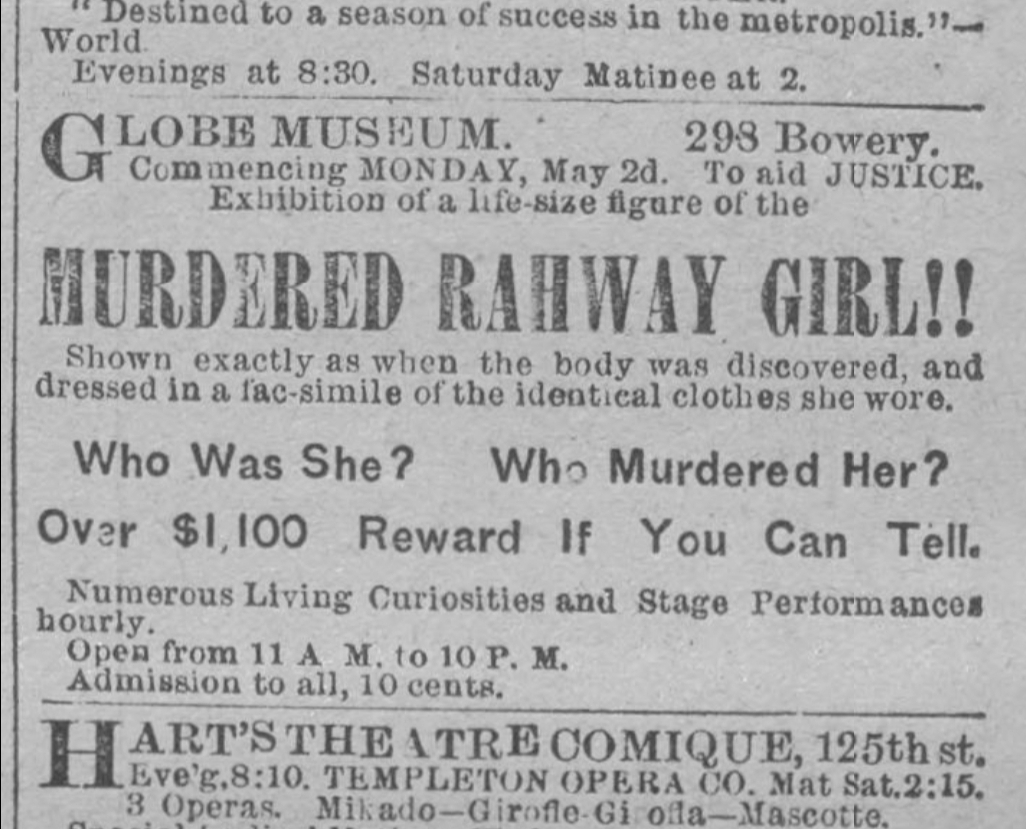
1 de mayo de 1887, un anuncio en el New York Dispatch de una exhibición en cera a tamaño natural de la mujer desconocida en el Globe Dime Museum.

Su asesinato ocupó los titulares nacionales y cientos de personas acudieron a ver el cuerpo en la morgue. Los investigadores fotografiaron su cuerpo embalsamado vestido con la ropa con la que la encontraron y estas imágenes circularon ampliamente en periódicos y revistas policiales por todo el país, se ofrecieron recompensas y llegaron diversos detectives interesados, tanto profesionales como aficionados, pero ni ella ni su asesino fueron nunca identificados. La policía de Rahway todavía conserva las fotografías originales tomadas del cadáver, que fueron de las primeras en ser tomadas como evidencia por un departamento de policía.
Un investigador declaró que una foto post mortem de ella aparece en el New York World del 30 de marzo de 1887.
Como sus joyas (pendientes y un broche con alfiler para cerrar la capa) y pertenencias no habían sido sustraídas, se descartó el robo como móvil del crimen, aunque se desconoce si portaba dinero en efectivo. La policía creía que se trataba de una inmigrante extranjera ejerciendo de prostituta que había sido víctima de un vagabundo violento. Fue enterrada en mayo de 1887 junto a la taberna Merchants' and Drovers' en el cementerio de Rahway. Dado que la honestidad de la joven era incierta, se la inhumó a una discreta distancia de las otras tumbas.
Aprovechando el interés popular en el caso, un tal Isaac Crane, alquiló una tienda en la ciudad el 4 de julio para exhibir un gallo supuestamente nacido de uno de los huevos encontrados en la cesta de la víctima. Centenares de curiosos se acercaron a verlo a diez centavos la entrada.
En el momento del asesinato de la mujer, Francis Tumblety, uno de los muchos supuestos sospechosos controvertidos en los asesinatos de Jack el Destripador (según algunos ripperologistas) vivía en la ciudad de Nueva York. La ciudad está a treinta y dos km del sitio y se podría viajar desde allí a Rahway en aproximadamente 35 minutos; por lo tanto, al menos un historiador ha especulado sobre la posibilidad teórica de que Tumblety estuviera relacionado con el asesinato.